# Metepeira jamaicensis
Metepeira jamaicensis là một loài nhện trong họ Araneidae.
Loài này thuộc chi Metepeira. Metepeira jamaicensis được miêu tả năm 1958 bởi Archer.